# 瀧野由美子
瀧野由美子（日语：瀧野 由美子，1997年9月24日— ）是日本偶像藝人，為女子偶像團體STU48前成員，山口縣出身，所屬經紀公司為Mama&Son。多次擔任單曲Center（中心成員）。2023年11月30日自STU48畢業。

## 個人略歷
2017年
3月19日，通過STU48第一期生徵選的最終審查，成為STU48的預定成員。
4月25日，在登載第9屆AKB48選拔總選舉參選者的雜誌書《AKB48總選舉官方指南2017》（AKB48総選挙公式ガイドブック2017；講談社・2017年5月17日發售），獲選為單元企劃「#注目的100人」登場的100位AKB48集團成員之一。該雜誌書在每屆AKB48選拔總選舉舉行前固定發行，而「#注目的100人」又具有一定指標性，對於當時尚未正式出道的瀧野別具意義。
5月3日，以STU48一員之身分，在廣島市舉行的「2017廣島花漾祭」進行首次公開表演。該次表演也是STU48的首次公開活動。
5月31日，瀧野做為封面人物發售的《週刊少年Magazine》2017年6月14日號（2017年第26號）發售。該次的雜誌封面登場，創下AKB48集團歷任成員的最快紀錄。同日，AKB48第48張單曲《空有願望》發售；該單曲「劇場盤」版本內收錄的STU48首支歌曲《瀨戶內之聲》，由瀧野擔任Center（中心成員）。
6月3日，參加在岡山市岡山永旺夢樂城的「岡山未來表演廳」舉行的STU48首場公演，並以Center的身分表演《瀨戶內之聲》等5首歌曲。
7月8日，STU48在官方SHOWROOM頻道的特別直播上，宣布將於該年11月1日發行出道單曲，同時發布單曲的16人選拔名單，瀧野繼《瀨戶內之聲》之後繼續獲選為Center。
8月30日，在大型時尚活動「KANSAI COLLECTION 2017 AUTUMN＆WINTER」以伸展台模特兒的身分登場。
9月10日，AKB48發表第50張單曲的選拔名單，瀧野名列其中，首次獲選為AKB48單曲的選拔成員。
12月31日，以AKB48的名義在「第68回NHK紅白歌合戰」登場，首次在NHK紅白歌合戰演出。
2018年
1月8日，以新成年者身分參加在神田明神舉行的AKB48集團成人式。在媒體採訪問及20歲的抱負時表示，「2018年是STU48的出道年，希望在這一年創造出不輸前輩的團體。我踏入這個世界還不到一年，但已經歷過許多不同的經驗。希望能藉由這些經驗，向大家傳達瀨戶內的好、以及STU48的魅力。」
1月20日，在東京巨蛋城表演廳舉行的「AKB48家族 重溫時間 最佳曲目100 2018」最終公演上，發表了AKB48第51張單曲的選拔名單，瀧野再次入列。3月19日，AKB48在官方SHOWROOM頻道上中公布第52張單曲的選拔成員名單，瀧野第三度入列。
6月16日，瀧野於名古屋巨蛋開票的「第10屆AKB48選拔總選舉」上獲得第74名，首度進入AKB48選拔總選舉榜內，同時也是唯二進入榜內的STU48原生成員（另一為第99名的石田千穗）。隔日於名古屋巨蛋舉行的賽後感謝握手會上，STU48營運方宣布將發行第2張單曲的消息，瀧野除了選入選拔成員、並再次獲選為Center。
9月16日，在大型時尚活動「GirlsAward 2018 AUTUMN/WINTER」以伸展台模特兒的身分登場。
10月5日，在樂天生命Park宮城舉行的日本職棒東北樂天金鷲×北海道日本火腿鬥士賽事上擔任開球嘉賓。
10月14日，個人首個單集冠名節目《STU48瀧野由美子的「戀愛的青春18車票 」～從0系到磁浮列車！新幹線全部征服計畫～》在朝日電視衛星1台播出。
10月19日，演出「馬路無理學園」舞台劇版，為個人初次舞台劇演出。
2020年
3月28日，在Niconico直播的「STU48　3周年現場直播特別節目」上宣布移籍所屬經紀公司至尾木製作子公司Mama&Son，成為STU48第一位加入個別經紀公司的成員。該公司也是AKB48成員加藤玲奈、向井地美音的所屬經紀公司。

## 人物
瀧野在小學時，從電視上看到穿著可愛服裝的偶像閃閃發亮，因而許下成為偶像的志向。
2016年，因升讀大學而從山口搬到廣島，成為現役大學生。以在廣島就讀大學為契機，決定報名參加STU48的徵選活動。
因為對薩克斯風一見鍾情，從初中起就加入管樂社團。曾說過「透過參加薩克斯風的演奏會，不但可以學習技術，還能學到朋友的重要性！」。STU48劇場管理人山本學評論瀧野「薩克斯風的技能，直接來說有到職業級。是值得期待其今後活躍的成員。」。
Catch Phrase（自我介紹詞）是「（帶大家一起喊）Yu-mirin！Yu-mirin！Yu-mirin！（觀眾：唷！）Yumirin充電完畢！是的，我是○○歲山口縣出身，暱稱Yumirin的瀧野由美子！」。
AKB48集團內尊敬的成員是前輩兼同為STU48成員的岡田奈奈，經常在公開場合（包括SHOWROOM直播上）表示對岡田的喜愛之情。
有黑白棋全國大賽出賽的經驗。
喜愛的食物是芒果與尾道拉麵。
是整個AKB48集團中繼松井玲奈之後的第二個鐵道迷。特別喜歡SL山口號，是瀨戶內的事物中單單想要推薦的一物。新幹線則喜歡500系。
2016年時，曾在廣島馬自達球場做過「啤酒女孩」的打工，銷售額經常達到上班當日的前三名。
2022年開Showroom聊天時因網域空間是接在日向坂46成員上村日菜乃使用完畢後，陰錯陽差造成日向坂46粉絲大量湧入，接者乃木坂46的粉絲也接著湧入，意外收穫坂道粉絲的人氣，還造坂道粉絲搶購亞馬遜限定版寫真集。

## 演唱歌曲
標註「★」符號者，表示該首歌曲有拍攝MV。

### 單曲選拔樂曲
STU48
|      | 發行日期       | 單曲名稱               | 參與歌曲名稱                  | 名義                      | 收錄於 | MV | 備註                                   |
| ---- | -------------- | ---------------------- | ----------------------------- | ------------------------- | ------ | -- | -------------------------------------- |
| 1st  | 2018年01月31日 | 暗闇                   | 暗闇                          |                           | 全版本 | ★  | A面曲 首次擔任單曲Center               |
| 1st  | 2018年01月31日 | 暗闇                   | STU48                         |                           | 全版本 |    | [ 注 4 ]                               |
| 1st  | 2018年01月31日 | 暗闇                   | 直到哪天 有人對我說喜歡我為止 |                           | Type G |    | Center                                 |
| 2nd  | 2019年02月13日 | 等待著風               | 等待著風                      |                           | 全版本 | ★  | A面曲 Center                           |
| 2nd  | 2019年02月13日 | 等待著風               | 出航                          |                           | 全版本 | ★  |                                        |
| 2nd  | 2019年02月13日 | 等待著風               | 夢力                          | CGB41                     | Type A |    | Center                                 |
| 2nd  | 2019年02月13日 | 等待著風               | 制服的重量                    | 20世紀出生成員            | Type B |    |                                        |
| 3rd  | 2019年07月31日 | 最喜歡的人             | 最喜歡的人                    |                           | 全版本 | ★  | A面曲 Center                           |
| 3rd  | 2019年07月31日 | 最喜歡的人             | 一杯的水                      | 瀨戶7                     | Type C |    | Center                                 |
| 4th  | 2020年01月29日 | 無謀的夢想永不醒來     | 無謀的夢想永不醒來            |                           | 全版本 | ★  | A面曲 Center                           |
| 4th  | 2020年01月29日 | 無謀的夢想永不醒來     | 瀨戶內的妹妹                  |                           | Type C | ★  |                                        |
| 4th  | 2020年01月29日 | 無謀的夢想永不醒來     | 以奇蹟為名的故事              |                           | 劇場盤 |    | Center                                 |
| 5th  | 2020年9月2日   | 談個能夠回憶的戀愛吧   | 談個能夠回憶的戀愛吧          | 1期生・選秀3期生歌唱 ver. | 全版本 | ★  | A面曲 Center                           |
| 5th  | 2020年9月2日   | 談個能夠回憶的戀愛吧   | 青春各站停車                  | 藍色向日葵                | Type-A |    |                                        |
| 5th  | 2020年9月2日   | 談個能夠回憶的戀愛吧   | 從那天起我變了                |                           | Type-B |    |                                        |
| 6th  | 2021年2月17日  | 如果只是在自言自語的話 | 如果只是在自言自語的話        |                           | 全版本 | ★  | A面曲                                  |
| 6th  | 2021年2月17日  | 如果只是在自言自語的話 | 然後我不再是我                | 1期生&選秀3期生           | 劇場盤 |    |                                        |
| 6th  | 2021年2月17日  | 如果只是在自言自語的話 | 我正眺望著這片海              | 瀨戶內PR部隊              | Type-B |    |                                        |
| 7th  | 2021年10月20日 | 小孬孬們啊             | 小孬孬們啊                    |                           | 全版本 | ★  | A面曲 Center                           |
| 7th  | 2021年10月20日 | 小孬孬們啊             | 怎麼可能會後悔                |                           | Type-A |    |                                        |
| 8th  | 2022年4月13日  | 花是誰的呢?            | 花是誰的呢?                   |                           | 全版本 | ★  | A面曲 與石田千穗、中村舞共同擔任Center |
| 8th  | 2022年4月13日  | 花是誰的呢?            | 看見解開馬尾的你              |                           | Type-B |    |                                        |
| 9th  | 2023年3月15日  | 呼吸的心               | 呼吸的心                      |                           | 全版本 | ★  | A面曲                                  |
| 9th  | 2023年3月15日  | 呼吸的心               | 連神都目瞪口呆                | SHOWROOM選抜              | 劇場盤 |    | Center                                 |
| 10th | 2023年11月15日 | 你為什麼後悔？         | 你為什麼後悔？                |                           | 全版本 | ★  | A面曲 擔任Center                       |
| 10th | 2023年11月15日 | 你為什麼後悔？         | 雨、淚水等等                  |                           | Type-A |    | 與石田千穗共同擔任Center               |

AKB48
|      | 發行日期       | 單曲名稱        | 參與歌曲名稱       | 名義           | 收錄於             | MV | 備註                      |
| ---- | -------------- | --------------- | ------------------ | -------------- | ------------------ | -- | ------------------------- |
| 48th | 2017年05月31日 | 空有願望        | 瀨戶內之聲         | STU48          | 劇場盤             | ★  | 首次擔任Center            |
| 50st | 2017年11月22日 | 11月的腳鏈      | 11月的腳鏈         |                | 全版本             | ★  | A面曲 首次進入AKB48選拔組 |
| 50st | 2017年11月22日 | 11月的腳鏈      | 還好想起來了       | STU48          | Type A             | ★  | Center                    |
| 51st | 2018年03月14日 | Ja-Ba-Ja        | Ja-Ba-Ja           |                | 全版本             | ★  | A面曲                     |
| 51st | 2018年03月14日 | Ja-Ba-Ja        | 踏板與車輪的來時路 | STU48          | Type A·B·C、劇場盤 | ★  | Center                    |
| 52nd | 2018年05月30日 | Teacher Teacher | Teacher Teacher    |                | 全版本             | ★  | A面曲                     |
| 53rd | 2018年11月28日 | 感傷列車        | 一季夏日           | Upcoming Girls | Type C             | ★  |                           |
| 54th | 2018年11月28日 | NO WAY MAN      | NO WAY MAN         |                | 全版本             | ★  | A面曲                     |
| 55th | 2019年03月13日 | 回憶上心頭DAYS  | 回憶上心頭DAYS     |                | 全版本             | ★  | A面曲                     |
| 55th | 2019年03月13日 | 回憶上心頭DAYS  | 初戀之門           | 坂道AKB        | Type B             | ★  |                           |
| 56th | 2019年09月18日 | 持續愛你        | 持續愛你           |                | 全版本             | ★  | A面曲                     |
| 57th | 2020年03月18日 | 感謝失戀        | 感謝失戀           |                | 全版本             | ★  | A面曲                     |
| 57th | 2020年03月18日 | 感謝失戀        | 愛過的人           |                | 劇場盤             |    |                           |

### 專輯選拔樂曲
AKB48
|     | 發行日期       | 專輯名稱             | 參與歌曲名稱        | 名義 | 收錄於   | 備註 |
| --- | -------------- | -------------------- | ------------------- | ---- | -------- | ---- |
| 9th | 2018年01月24日 | 那個黎明，我們都知道 | 鞋帶的綁法          |      | Type A·B |      |
| 9th | 2018年01月24日 | 那個黎明，我們都知道 | 抱歉，我喜歡上你了… |      | 劇場盤   |      |

## 演出

### 電視劇
- 馬路無理學園（マジムリ学園；2018年7月25日 - 播出中，日本電視台） - 飾演 卍 / 松本聖子

### 綜藝節目
- STU48瀧野由美子的「戀愛的青春48車票」～從0系到磁浮列車！新幹線全制霸計畫～（STU48瀧野由美子の「恋する青春48きっぷ」～０系からリニアまで！新幹線全制覇プロジェクト～；2018年10月14日，朝日電視衛星1台）
- STU48瀧野由美子的戀愛的青春48車票2 ～厲害唷九州！！從新幹線到地方線鐵道王國特集～（STU48瀧野由美子の恋する青春48きっぷ2 ～すごいぞ九州!!新幹線からローカル線まで鉄道王国SP～；2019年10月16日，朝日電視衛星1台）[32]

### 電視廣告
- 朝日集團食品（日语：アサヒグループ食品）　奶油糙米麥麩餅乾（日语：クリーム玄米ブラン）「CGB41」篇（2018年4月14日 - ） - 飾演 藍莓（CGB41）[33]
- 萩原工業（日语：萩原工業）篇、篇（2018年11月1日 - ）[34]

### 舞台劇
- 舞台版「馬路無理學園」（舞台版「マジムリ学園」；2018年10月19日，日本青年館表演廳）

### 活動
- KANSAI COLLECTION（日语：関西コレクション） 2017 AUTUMN＆WINTER（2017年8月30日，京瓷巨蛋大阪）[35]
- Rakuten GirlsAward 2018 AUTUMN/WINTER（2018年9月16日，幕張展覽館第1～3大廳）[17]

### 腳註
1. ↑  但在一個月後的8月18日，STU48宣布該單曲將延後至2018年1月31日發行[8]。
2. ↑  日語原文：
3. ↑  該職業為日本職棒賽事期間，揹著特製酒桶在球場座位區內到處販賣啤酒的女性銷售員，係日本所特有。
4. ↑  歌词根据收录版本不同而变化。
5. ↑  由於劇場盤不收錄影像，該曲的MV係先透過YouTube公開，稍後做為特典影像收錄於STU48出道單曲《暗闇》。

### 文獻
1. 1 2 3 4 5  講談社MOOK《AKB48總選舉官方指南2017》174頁
2. ↑  . STU48 OFFICIAL WEB SITE. STU. 2023-07-29  [2023-07-29]. （原始内容存档于2023-07-29） （日语）.
3. ↑  . Daily Sports online (日報體育). 2017-03-19  [2017-06-07]. （原始内容存档于2017-06-28） （日语）.
4. ↑  . ORICON NEWS (oricon ME). 2017-04-25  [2017-06-07]. （原始内容存档于2017-06-04） （日语）.
5. ↑  . 中國新聞alpha (中國新聞社). 2017-05-04  [2017-06-07]. （原始内容存档于2017-05-04） （日语）.
6. ↑  . Sponichi Annex (體育日本新聞社). 2017-05-31  [2017-06-07]. （原始内容存档于2017-06-03）.
7. ↑  . 日刊體育 (日刊體育新聞社). 2017-06-03  [2017-06-07]. （原始内容存档于2017-08-19）.
8. ↑  . Sponichi Annex (體育日本新聞社). 2017-08-18  [2018-01-15]. （原始内容存档于2017-11-19）.
9. 1 2   . 體育報知 (報知新聞社). 2017-07-09  [2017-07-12]. （原始内容存档于2017-07-10）.
10. ↑  . modelpress (Net Native). 2017-08-30  [2017-09-10]. （原始内容存档于2017-09-11） （日语）.
11. ↑  . modelpress (Net Native). 2017-09-10  [2017-09-11]. （原始内容存档于2017-09-11） （日语）.
12. ↑  . 東SPO Web (東京體育). 2017-12-05  [2017-02-05]. （原始内容存档于2018-03-17） （日语）.
13. ↑  . ORICON NEWS (株式会社oricon ME). 2018-01-08  [2017-02-05]. （原始内容存档于2018-01-08） （日语）.
14. ↑  . excite news (EXCITE株式会社 ME). 2018-01-21  [2017-02-05]. （原始内容存档于2018-02-05） （日语）.
15. ↑   [STU48第二張單曲發行決定！]. STU48 OFFICIAL WEB SITE (株式會社STU). 2018-06-17  [2018-06-17]. （原始内容存档于2018-06-20） （日语）.
16. ↑   [STU48將在8月29日發行第二張單曲　於名古屋巨蛋發表16人選拔名單]. ORICON NEWS (oricon ME inc.). 2018-06-17  [2018-06-17]. （原始内容存档于2018-06-17） （日语）.
17. 1 2  . モデルプレス. 2018-09-16  [2018-10-03]. （原始内容存档于2018-10-03）.
18. ↑  . 産経スポーツ. 2018-10-05  [2018-10-06]. （原始内容存档于2018-10-06）.
19. ↑  . Yahoo!ニュース. 2018-09-28  [2018-09-28]. （原始内容存档于2018-10-17）.
20. ↑  . ザテレビジョン. 2018-09-28  [2018-09-28]. （原始内容存档于2018-10-17）.
21. ↑  . nikkansports.com (日刊スポーツ新聞社). 2018-09-28  [2018-09-28]. （原始内容存档于2018-09-28）.
22. ↑  瀧野由美子M&S所属発表. Mama&Son【公式】於Twitter. 2020-03-28 [2020-04-03] （日語）.
23. ↑  . Sponichi Annex (體育日本新聞社). 2017-09-03  [2017-09-11]. （原始内容存档于2017-09-11）.
24. 1 2  . Daily Sports online (日報體育). 2017-08-10  [2017-08-11]. （原始内容存档于2017-08-11）.
25. ↑  . Sponichi Annex (體育日本新聞社). 2017-09-03  [2017-09-04]. （原始内容存档于2017-09-04）.
26. 1 2  . 日視NEWS24 (日本電視台). 2017-08-11  [2017-08-12]. （原始内容存档于2017-08-11）.
27. ↑  . 東SPO Web (東京體育). 2017-07-13  [2017-08-12]. （原始内容存档于2017-08-12）.
28. 1 2  寶島社MOOK《AKB48集團 個人檔案名鑑2018》154頁
29. 1 2  .   [2018-03-07]. （原始内容存档于2018-03-12）.
30. 1 2 3  . JCAST News (株式会社J-CAST). 2018-02-02  [2017-02-05]. （原始内容存档于2018-02-05） （日语）.
31. ↑  . 東SPO Web (東京體育). 2017-08-10  [2017-08-11]. （原始内容存档于2017-08-10）.
32. ↑  [.   [2019-10-17]. （原始内容存档于2019-12-28）. ]
33. ↑  . ORICON NEWS. 2018-04-13  [2018-04-13]. （原始内容存档于2018-04-13）.
34. ↑  . PR TIMES. 2018-11-01  [2018-11-01]. （原始内容存档于2018-11-02）.
35. ↑  . モデルプレス. 2017-08-30  [2018-10-03]. （原始内容存档于2018-10-03）.

## 外部鏈結
- 瀧野 由美子 | STU48 OFFICIAL WEB SITE （页面存档备份，存于）
- 瀧野由美子的X（前Twitter）（2018年7月25日起） （日語）
- 瀧野由美子的Instagram帳戶（2019年9月16日起） （日語）
- 瀧野 由美子（STU48）的SHOWROOM專頁 （日語）